# Jerònima Llobet
Jerònima Llobet (Barcelona, 12 de novembre de 1665 - 13 de desembre de 1718) fou una laica barcelonina, molt devota, deixeble de Sant Josep Oriol. Ha estat proclamada venerable per l'Església catòlica.

## Biografia
Era filla d'Isidor Llobet, daguer de Barcelona, on nasqué en 1665. De petita mostrà inclinació a la religió i la vida pietosa i l'oració., i als sis anys ja feia dejunis. Incompresa pels seus pares, aquest li pegaven i l'obligaven a deixar les devocions. Pensant que estava posseïda, la van fer exorcitzar als 13 anys. Va refusar de casar-se, per lliurar-se a Déu, i feia grans penitències, menjant només pa i aigua i dormint sobre fustes. Cap als 20 anys, tingué com a confessor el que seria sant Josep Oriol, que l'animà a fer les seves penitències i devocions. En 1695 va emmalaltir i ja no se'n recuperà, i començà a tenir episodis místics com el sentiment del dolor de les nafres de Crist. A la mort d'Oriol, tingue com a confessors Ramon Rossell, Antoni Rialp i Francesc Blanc. Morí el 13 de desembre de 1718, en llaor de santedat. Se li atribuïren miracles i guariments després de la seva mort.